# سبزها – سبزهای آلترناتیو
سبزها - آلترناتیو سبز (به آلمانی: Die Grünen - Die Grüne Alternative) یا به اختصار سبزها، حزبی سیاسی در اتریش است.
حزب در سال ۱۹۸۶ ایجاد شد.
رهبر حزب اوا گلاویشنیگ است و پیش از او الکساندر فن در بلن رئیس‌جمهور منتخب اتریش رهبری حزب را برعهده داشت.
حزب Planet را منتشر می‌کند.
در انتخابات مجلس ۲۰۰۲ حزب ۴۶۴ ۹۸۰ رای (۹٫۴۷٪، ۱۷ کرسی) دریافت کرد.
حزب ۲ کرسی در مجلس اروپا دارد.